# James Caan
James Edmund Caan (New York, 26 maart 1940 – Los Angeles, 6 juli 2022) was een Amerikaans acteur, onder andere bekend door zijn rol als Sonny Corleone in The Godfather, waarvoor hij een Oscarnominatie kreeg.

## Carrière
Caan debuteerde in de off-Broadway-productie La Ronde en ging werken in off-Broadway- en Broadway-producties als I Roam en Mandingo. Hierna belandde hij bij de televisie, hij speelde in afleveringen van verscheidene televisieseries een rol, zoals The Untouchables en The Alfred Hitchcock Hour.
Caan maakte zijn filmdebuut in een kleine, onvermelde rol als zeeman in Irma la Douce uit 1963. Een grotere filmrol was die van een slechterik in de thriller Lady in A Cage (1964) en in 1965 had hij zijn eerste hoofdrol in Red Line 7000. In 1967 verscheen Caan naast John Wayne en Robert Mitchum in de western El Dorado. Caan ontving de eerste goede kritieken na zijn rol van een gestoorde footballer in The Rain People (1969), geregisseerd door Francis Ford Coppola. In 1971 ontving hij een Emmynominatie voor zijn rol van stervende Americanfootballspeler Brian Piccolo in de televisiefilm Brian's Song, de film die zijn doorbraak bij het grote publiek betekende. Een jaar later gaf Coppola hem de rol van gangster Sonny Corleone in The Godfather, wat hem onder andere een Oscarnominatie opleverde.
Van 1973 tot 1982 verscheen Caan in verscheidene Hollywoodfilms. Hij speelde allerlei soorten rollen, om te voorkomen dat hij zou worden getypecast als gangster. Een paar van die films zijn The Gambler, waarvoor hij een Golden Globenominatie kreeg, Funny Lady naast Barbra Streisand, Sam Peckinpahs The Killer Elite, Norman Jewisons Rollerball, waarin hij een futuristische sportheld speelde en de met een sterrencast gevulde oorlogsfilm A Bridge Too Far. Ook was hij even te zien in The Godfather: Part II. Veel van de films die hij in die tijd maakte, zoals Freebie and the Bean, Harry and Walter Go to New York, de western Comes a Horseman en Chapter Two, waren flops.
In 1980 regisseerde Caan Hide in Plain Sight, een film over een vader die zijn kinderen zoekt die hij door een getuigenbeschermingsprogramma niet kan bereiken. Ondanks goede kritieken werd de film geen hit. Een jaar later verscheen Caan in Thief, een film van Michael Mann, waarin hij een professionele kluiskraker speelde. De film zou later uitgroeien tot een cultklassieker. Caan heeft vaak gezegd dat dit de rol is waar hij het meest trots op is, naast zijn rol in The Godfather.
Caan verscheen jarenlang niet meer in films nadat de romantische film Kiss Me Goodbye in 1982 flopte. Hij had last van een depressie, veroorzaakt door de dood van zijn zus en hij sukkelde met een steeds groter wordende cocaïneverslaving. Hij keerde in 1987 terug naar de filmwereld dankzij een oude bekende, Francis Ford Coppola. Die gaf Caan de rol van een sergeant in het oorlogsdrama Gardens of Stone.
In 1988 en 1990 was Caan te zien in populaire films als de sci-fi Alien Nation en Dick Tracy. Zijn carrière kreeg begin jaren negentig weer een opleving met Misery, een Stephen Kingverfilming van Rob Reiner uit 1990 waarin hij te zien was als een romanschrijver die gevangen gehouden wordt door een gestoorde fan. In 1992 speelde hij in de hit Honeymoon in Vegas, naast Nicolas Cage en Sarah Jessica Parker. Het personage van James Caan was een parodie op zijn Sonny Corleone, zijn personage uit The Godfather. In 1996 was Caan te zien in de succesvolle onafhankelijke film Bottle Rocket en naast Arnold Schwarzenegger in Eraser.

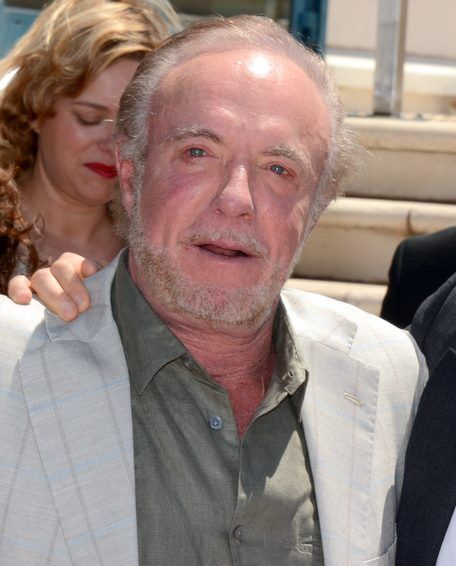
James Caan op het filmfestival van Cannes, 2013

Sinds 2003 speelde Caan in de televisieserie "Las Vegas" de rol van "Big Ed" Deline, de manager van het casino Montecito. In 2007 gaf hij aan met de serie te stoppen om zich weer op zijn filmcarrière te kunnen richten.

## Biografie
Arthur en Sophie Caan, zijn ouders, waren Joodse vluchtelingen uit nazi-Duitsland. Zijn vader werd na immigratie een kosjere slager in New York. Caan groeide op in de wijk Sunnyside (Queens). Op school blonk hij uit in sporten als basketbal en American football.
Hij studeerde eerst economie aan de Michigan State University, later aan de Hofstra University. Tijdens zijn studie ontdekte hij het acteren. Caan studeerde uiteindelijk af aan de New Yorkse toneelschool Neighborhood Playhouse, waar de legendarische Sanford Meisner een van zijn leraren was.
Caan is vier keer getrouwd geweest. In 1960 trouwde hij met Dee Jay Mathis; zij hadden samen één kind en zijn in 1966 uit elkaar gegaan. Zijn tweede huwelijk was van zeer korte duur. Hij trouwde in 1976 met Sheila Ryan, maar een jaar later was het huwelijk voorbij. Zij hadden samen één zoon, Scott, die later ook acteur zou worden. Tussen september 1990 en 1995 was hij getrouwd met Ingrid Hajek. In 1995 trouwde hij opnieuw, deze keer met Linda Stokes. Tien jaar later, in april 2005, was ook dit huwelijk gedaan. Linda Stokes en Caan kregen twee kinderen.
James Caan was een actief sporter. Hij speelde bijvoorbeeld American football op de universiteit en had een zwarte band in karate. Ook was hij een rodeofanaat, waar hij de bijnaam "The Jewish Cowboy" kreeg.
Op 6 juli 2022 overleed Caan op 82-jarige leeftijd in Los Angeles.

## Prijzen en nominaties
- Golden Globes
  - 1966 - Meest veelbelovende nieuwkomer (nominatie)
  - 1973 - Beste Mannelijke Bijrol in een Film - The Godfather (nominatie)
  - 1975 - Beste Filmacteur, Drama - The Gambler (nominatie)
  - 1976 - Beste Filmacteur, Musical/Comedy - Funny Lady (nominatie)
- Emmy Awards
  - 1972 - Emmy Award voor Beste Acteur in een Hoofdrol - Brian's Song (nominatie)
- Academy Awards
  - 1973 - Academy Award voor Beste Mannelijke Bijrol - The Godfather (nominatie)

## Filmografie

### Films
| - Irma la Douce (1963) - Soldaat met radio - Lady in a Cage (1964) - Randall Simpson O'Connell - The Glory Guys (1965) - Pvt. Anthony Dugan - Red Line 7000 (1965) - Mike - El Dorado (1966) - Alan Bourdillion Traherne ('Mississippi') - Games (1967) - Paul Montgomery - Submarine X-1 (1967) - Cmdr. Richard Bolton, RNVR - Countdown (1968) - Lee Stegler - Journey to Shiloh (1968) - Buck Burnett - The Rain People (1969) - Jimmy Kilgannon (Killer) - Rabbit, Run (1970) - Rabbit Angstrom - T.R. Baskin (1971) - Larry Moore - The Godfather (1972) - Santino 'Sonny' Corleone - Slither (1973) - Dick Kanipsia - Cinderella Liberty (1973) - John Baggs Jr. - The Gambler (1974) - Axel Freed - The Godfather Part II (1974) - Sonny Corleone - Freebie and the Bean (1974) - Freebie - Funny Lady (1975) - Billy Rose - Rollerball (1975) - Jonathan E. - Gone with the West (1975) - Jud McGraw - The Killer Elite (1975) - Mike Locken - Harry and Walter Go to New York (1976) - Harry Dighby - A Bridge Too Far (1977) - SSgt. Eddie Dohun - Un autre homme, une autre chance (1977) - David Williams - Comes a Horseman (1978) - Frank 'Buck' Athearn - 1941 (1979) - Zeeman in gevecht - Chapter Two (1979) - George Schneider - Hide in Plain Sight (1980) - Thomas Hacklin (tevens regie) - Thief (1981) - Frank - Les Uns et les Autres (1981) - Jack Glenn / Jason Glenn - Kiss Me Goodbye (1982) - Jolly Villano - Gardens of Stone (1987) - Sgt. Clell Hazard - Alien Nation (1988) - Det. Sgt. Matthew Sykes - Dad (1989) - rol onbekend | - Dick Tracy (1990) - Spaldoni - Misery (1990) - Paul Sheldon - The Dark Backward (1991) - Doctor Scurvy - For the Boys (1991) - Eddie Sparks - Honeymoon in Vegas (1992) - Tommy Korman - The Program (1993) - Sam Winters - Flesh and Bone (1993) - Roy Sweeney - A Boy Called Hate (1993) - Jim - Tashunga (1996) - Sean McLennon - Bottle Rocket (1996) - Abe Henry - Eraser (1996) - U.S. Marshal Robert Deguerin - Bulletproof (1996) - Frank Colton - This Is My Father (1998) - Kieran Johnson - Mickey Blue Eyes (1999) - Frank Vitale - The Yards (2000) - Frank Olchin - Luckytown (2000) - Charlie Doyles - The Way of the Gun (2000) - Joe Sarno - Viva Las Nowhere (2001) - Roy Baker - In the Shadows (2001) - Lance Huston - Night at the Golden Eagle (2002) - Gevangenisbewaarder - City of Ghosts (2002) - Marvin - Jericho Mansions (2003) - Leonard Grey - Dogville (2003) - The Big Man - This Thing of Ours (2003) - Jimmy 'the con' - Elf (2003) - Walter - Santa's Slay (2005) - Darren Mason - Get Smart (2008) - De president - New York, I Love You (2009) - Mr. Riccoli - Mercy (2009) - Gerry Ryan - Middle Men (2009) - Jerry Haggerty - Cloudy with a Chance of Meatballs (2009) - Tim Lockwood (stem) - Detachment (2011) - Mr. Charles Seaboldt - That's My Boy (2012) - Father McNally - Blood Ties (2013) - Leon - Cloudy with a Chance of Meatballs 2 (2013) - Tim Lockwood (stem) |

### Televisieseries
Vaste / regelmatig terugkerende rollen:
- The Godfather Saga (miniserie, 1977) - Santino "Sonny" Corleone
- Las Vegas (87 afleveringen, 2003-2007) - Ed Deline

### Televisiefilms
- Brian's Song (1971) - Brian Piccolo
- Celebration: The American Spirit (1976) - rol onbekend
- Poodle Springs (1998) - Philip Marlowe
- A Glimpse of Hell (2001) - Capt. Fred Moosally
- Warden of Red Rock (2001) - John Flinders
- Untitled Eric Gilliland Project (2002) - rol onbekend
- Lathe of Heaven (2002) - Dr. William Haber
- Blood Crime (2002) - Sheriff Morgan McKenna
- The Incredible Mrs. Ritchie (2003) - Mr. Harry Dewitt